# Cseh mozdonyok és motorvonatok listája

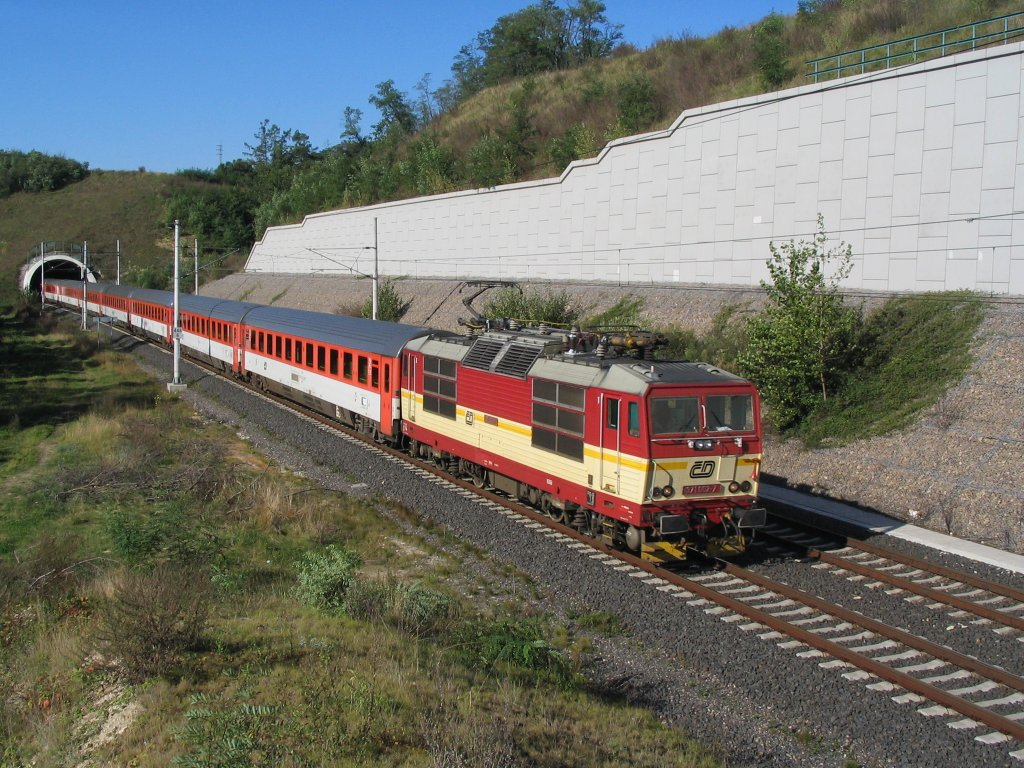
Kétáramrendszerű ČD 371 egy Eurocityvel Mlčechvosty-nál

Ez a lista a Cseh Államvasutak mozdonyait és motorvonatait tartalmazza.

## Villanymozdonyok

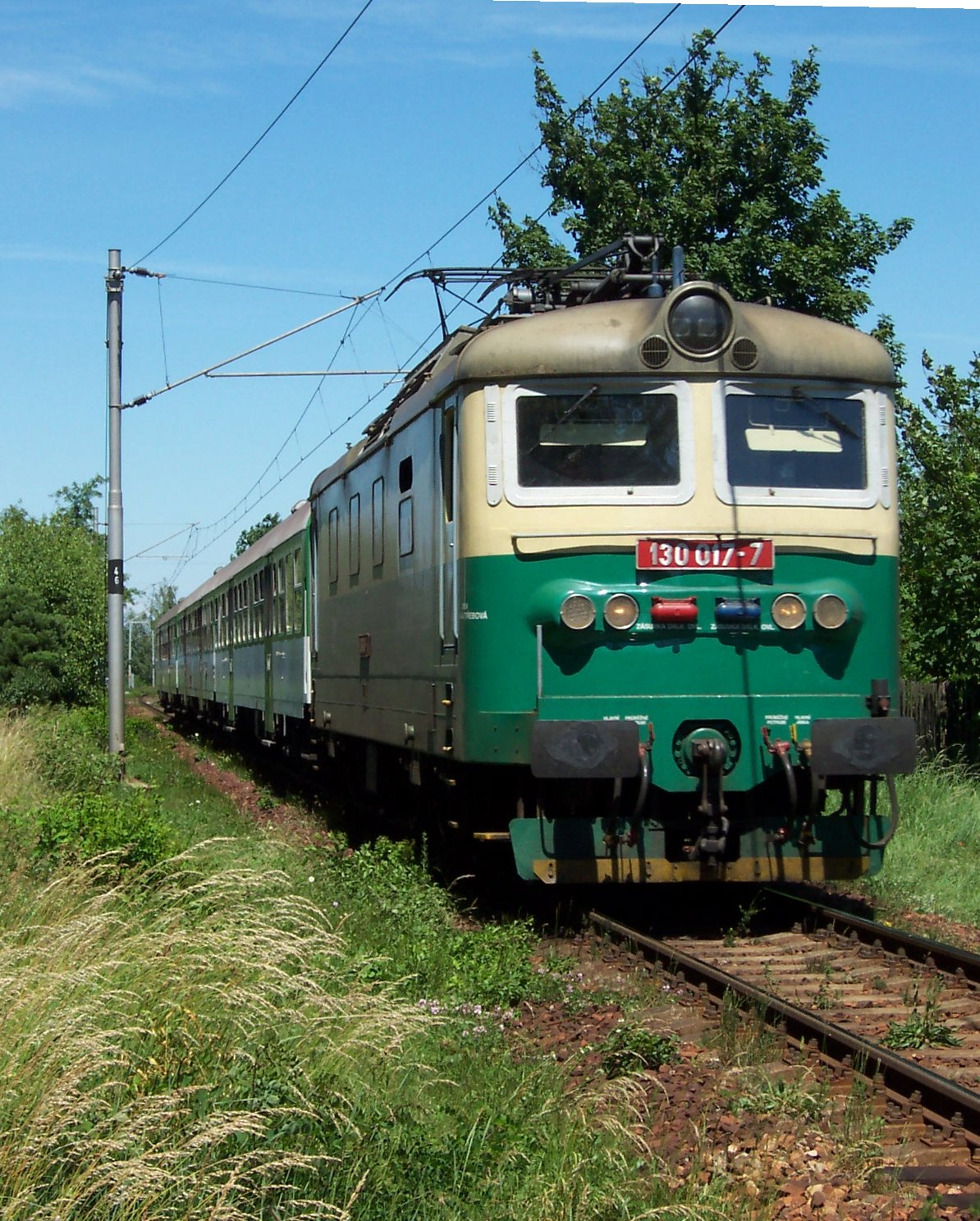
ČD 130

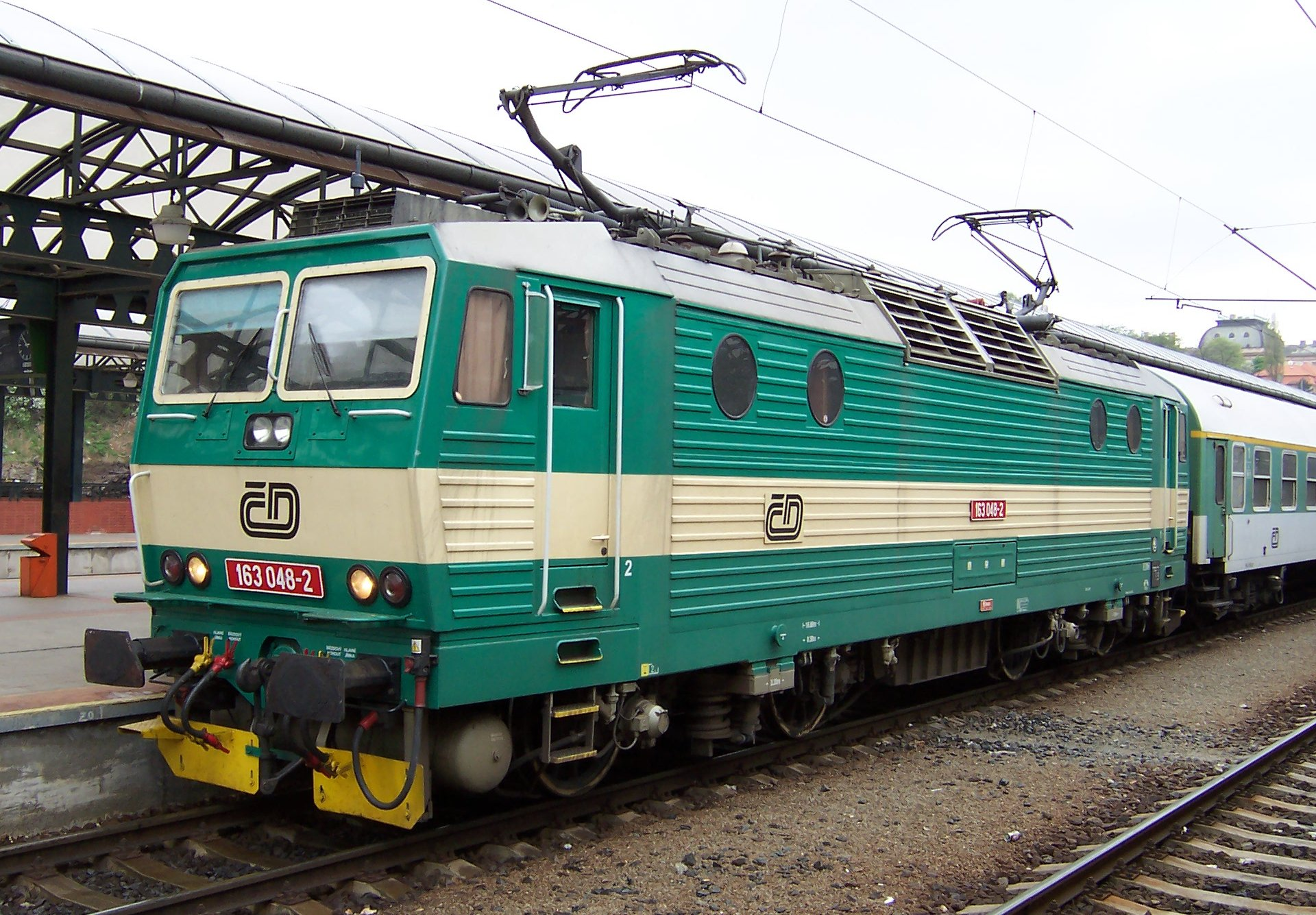
ČD 163 Prágában

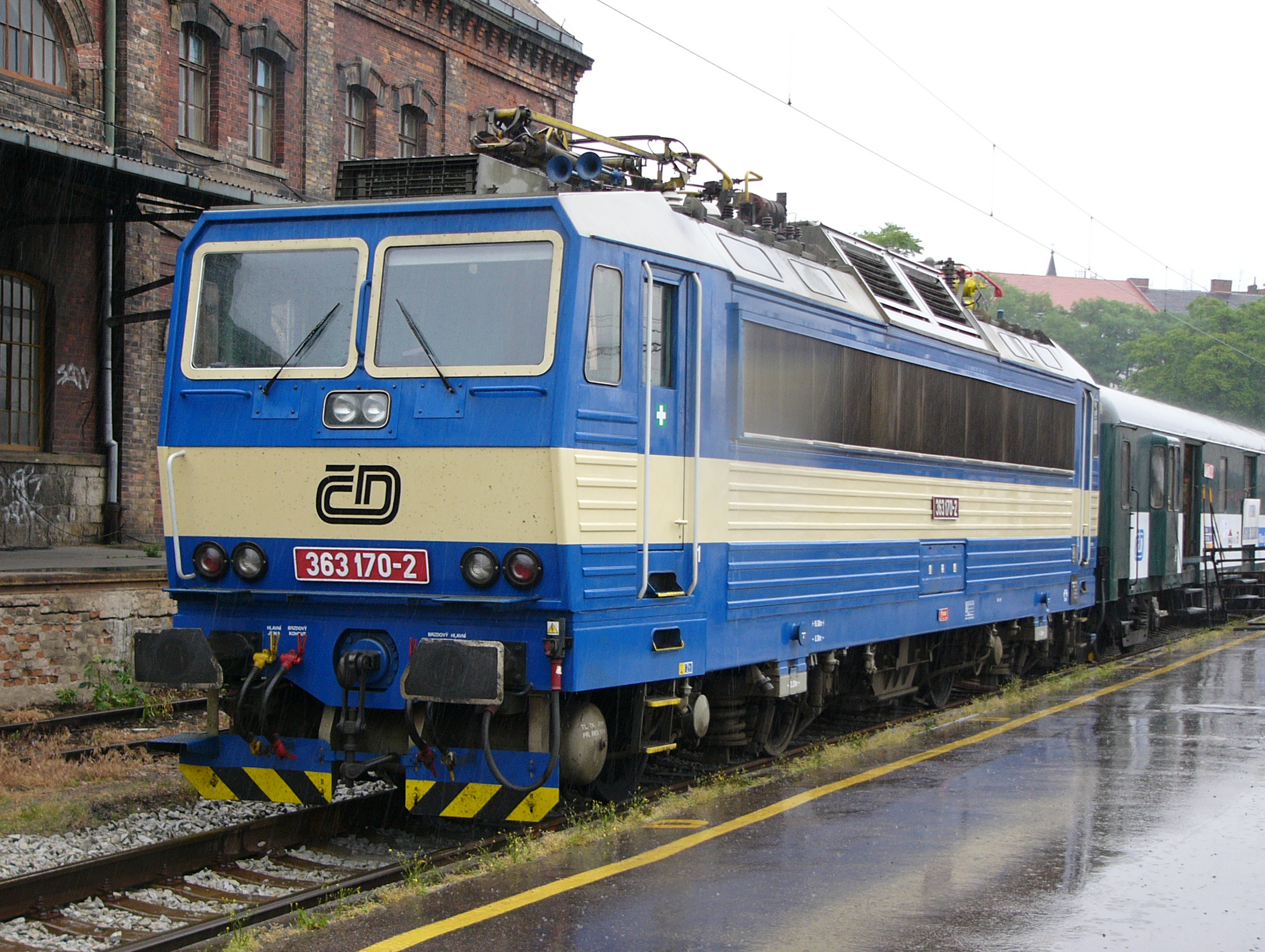
kétáramrendszerű ČD 363

### Mozdonyok 1,5 kV-os áramrendszerhez
- ČD 100 poggyászteres mozdony; (forgalomból kivonva); a Tábor-Bechyně vonal és a Rybnik-Lipno nad Vltavou vonal mozdonyai voltak
- ČD 113

### Mozdonyok 3 kV-os áramrendszerhez
- ČD 110  tolatómozdony
- ČD 111  tolatómozdony
- ČD 112  tolatómozdony; prototípus
- ČD 121
- ČD 122
- ČD 123
- ČD 124.6; prototípus
- ČD 130
- ČD 131
- ČD 140
- ČD 141
- ČD 150
- ČD 151 átépítés 150-ből, 160 km/h
- ČD 162
- ČD 163
- ČD 169  prototípus
- ČD 180
- ČD 181
- ČD 182
- ČD 183
- ČD 184.5 prototípus

### Mozdonyok25 kV50Hz-es  áramrendszerhez
- ČD 209 Žehlička  tolatómozdony
- ČD 210 Žehlička  tolatómozdony
- ČD 230 Laminátka
- ČD 240 Laminátka
- ČD 242 Plecháč
- ČD 263 Princezná
- ČD 280 Laminátka
- ČD 281 Laminátka

### Többáramrendszerű mozdonyok
- ČD 340 átépítés 240-ből (25 kV 50 Hz + 15 kV 16,7 Hz)
- ČD 362 (25 kV 50 Hz + 3 kV DC)
- ČD 363 (25 kV 50 Hz + 3 kV DC)
- ČD 371 átépítés 372-ből (15 kV 16,7 Hz + 3 kV DC)
- ČD 372, azonos a DB 180 sorozattal (15 kV 16,7 Hz + 3 kV DC)
- ČD 380 prototípus 2006 (25 kV 50 Hz, 15 kV 16,7 Hz + 3 kV DC)

## Dízelmozdonyok

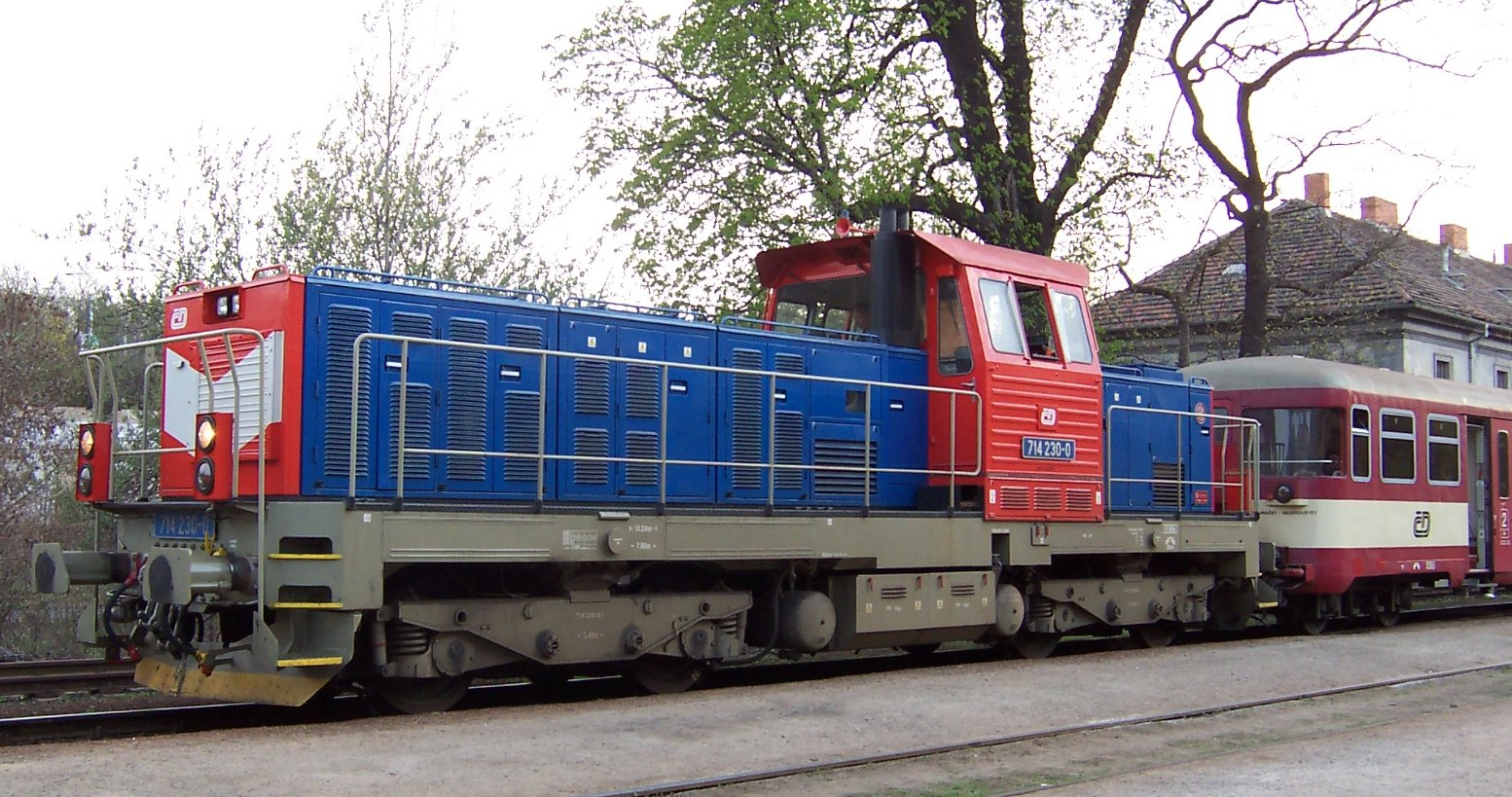
ČD 714

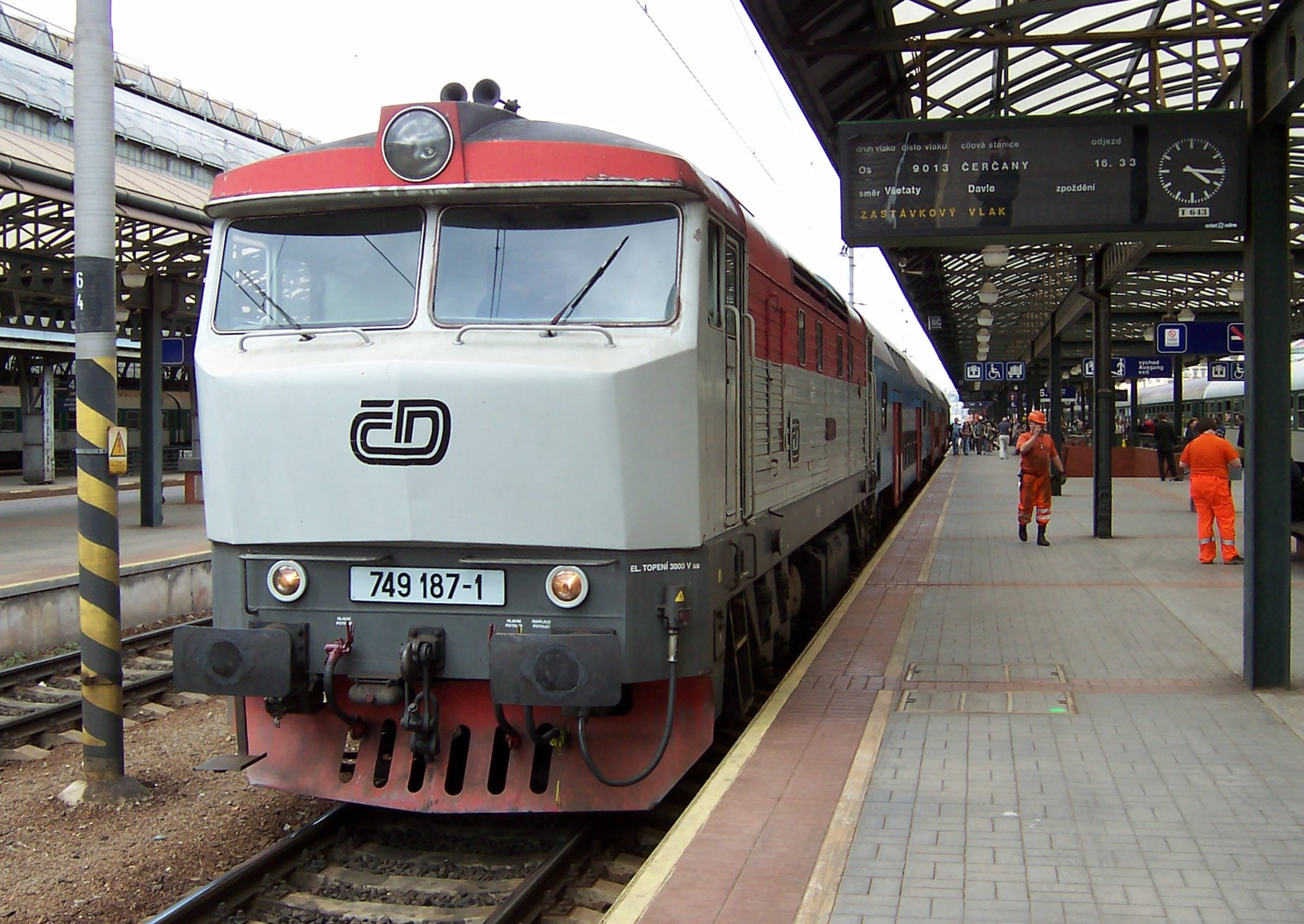
ČD 749 Bardotka

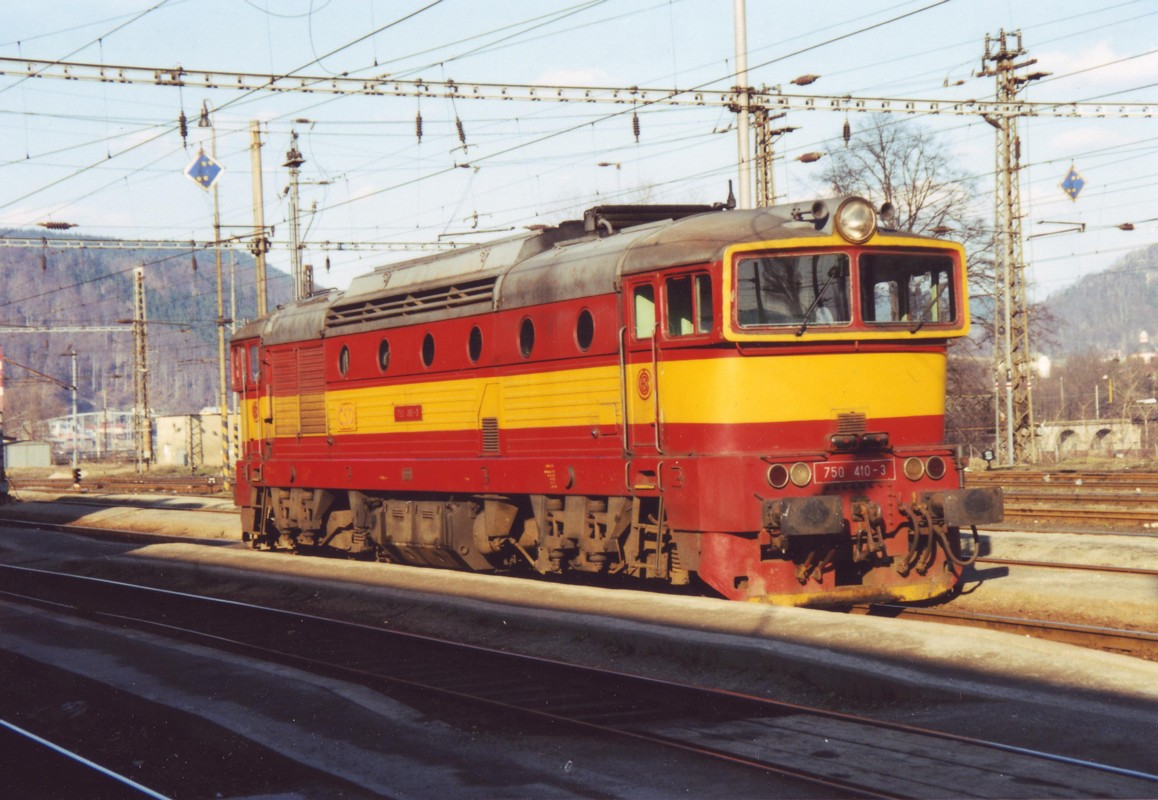
ČD 750 Taucherbrille a Děčín hl.n. vasútállomáson

### Mozdonyok mechanikus hajtásrendszerrel
- ČD 700
- ČD 701
- ČD 702
- ČD 703

### Mozdonyok villamos hajtásrendszerrel
- ČD 704
- ČD 708
- ČD 714 átépítés 735-ből
- ČD 720 Hektor (forgalomból kivonva)
- ČD 730
- ČD 731
- ČD 721 Hektor
- ČD 735 Pielstick(forgalomból kivonva)
- ČD 742 Kocour
- ČD 743
- ČD 749 Bardotka, remotorizált 751/752 elektr. vonatfűtő generátorral
- ČD 751 Bardotka
- ČD 752 Bardotka, a 751 vonatfűtés nélküli változata
- ČD 750 Taucherbrille
- ČD 753 modernizált 750 vonatfűtéssal
- ČD 754 Taucherbrille vagy Brillenschlange (csehül Brejlovec)
- ČD 755 modernizált 750
- ČD 759 Kyklop
- ČD 770
- ČD 771
- ČD 776 Pomeranč, gőzkazánnal; (forgalomból kivonva)
- ČD 781 Sergej, hasonló mint: DR 120 (forgalomból kivonva)
- ČD 799

### Mozdonyok hidraulikus hajtásrendszerrel
- ČD 710
- ČD 711 (rekonstrukció ČD 710-ből)
- ČD 725 (forgalomból kivonva)
- ČD 726 (forgalomból kivonva)
- ČD 715 fogaskerekű mozdony (forgalomból kivonva)

### Keskeny nyomtávú mozdonyok
- ČD 705.9

## Villamos motorvonatok

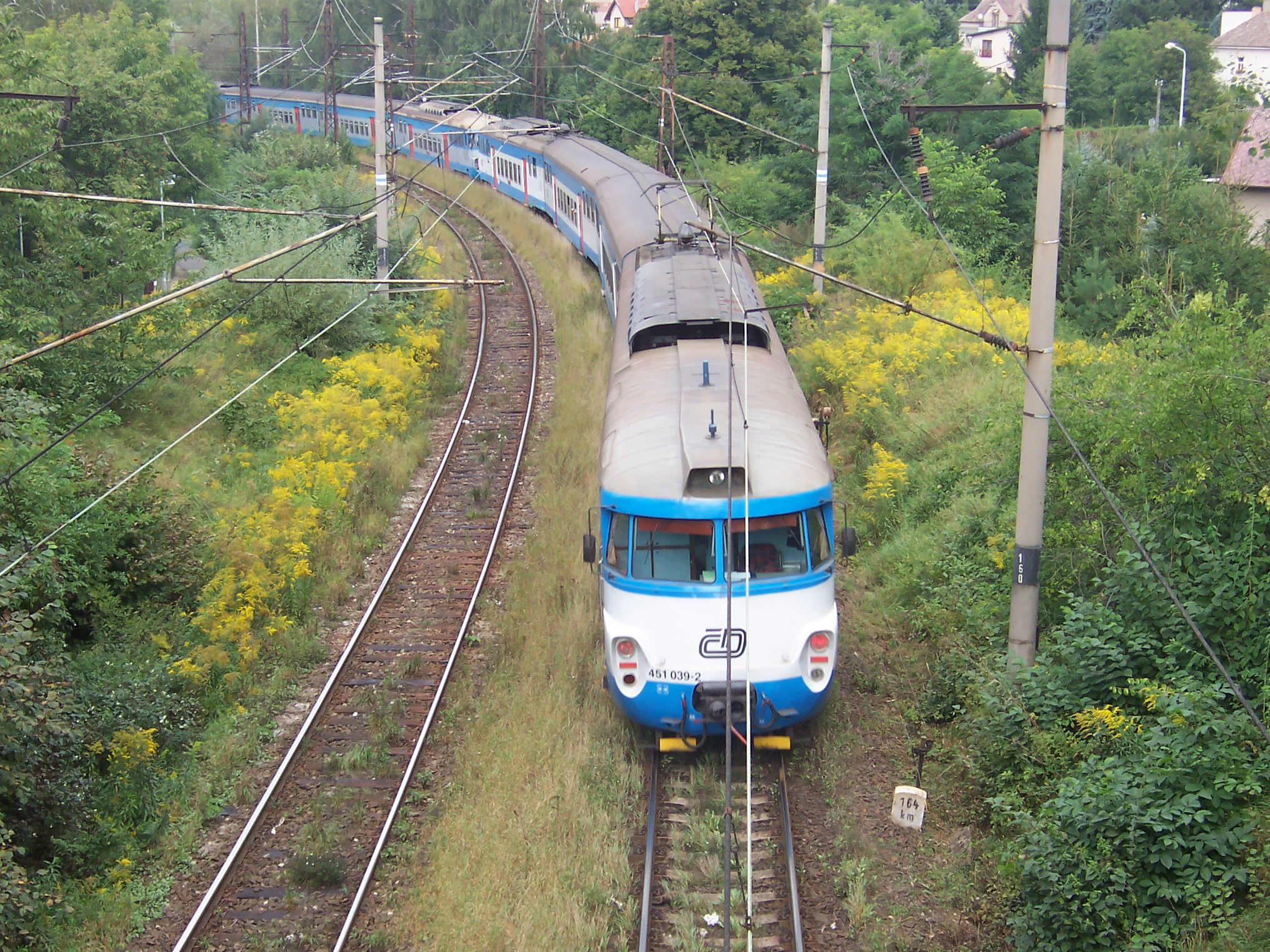
ČD 451

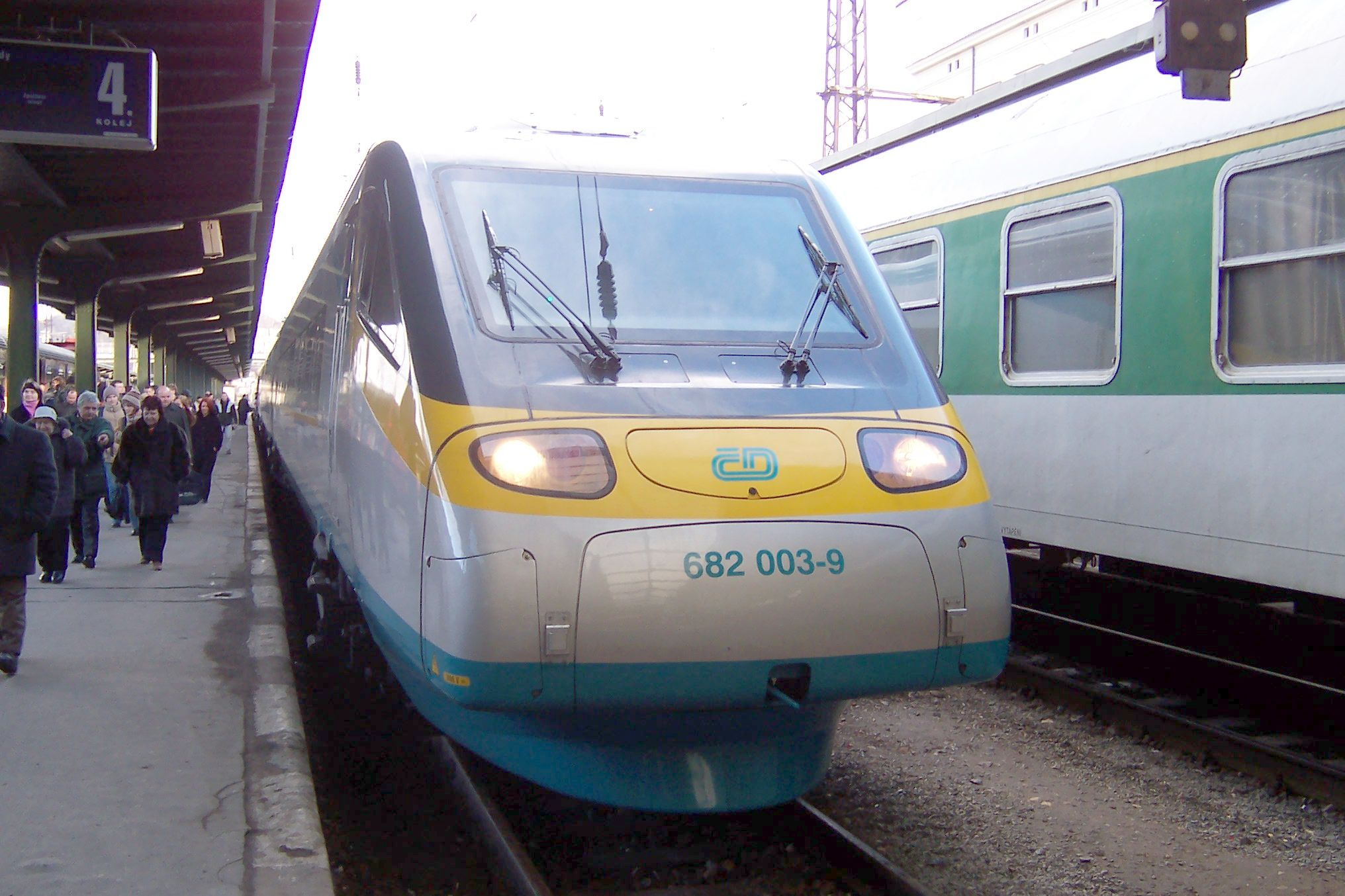
Pendolino ČD 680 Prágában

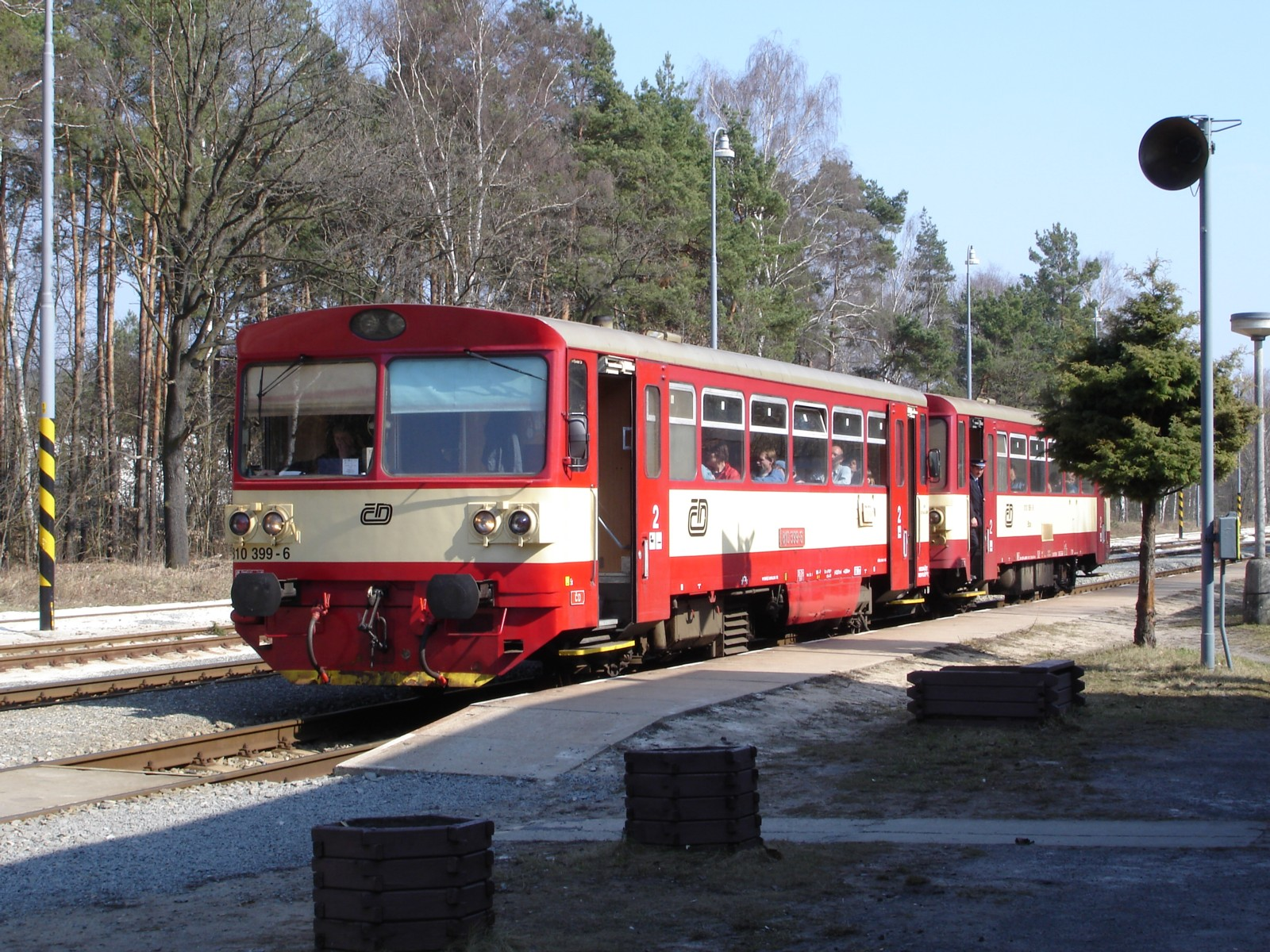
ČD 810 dízel motorkocsi Jestřebí-ben

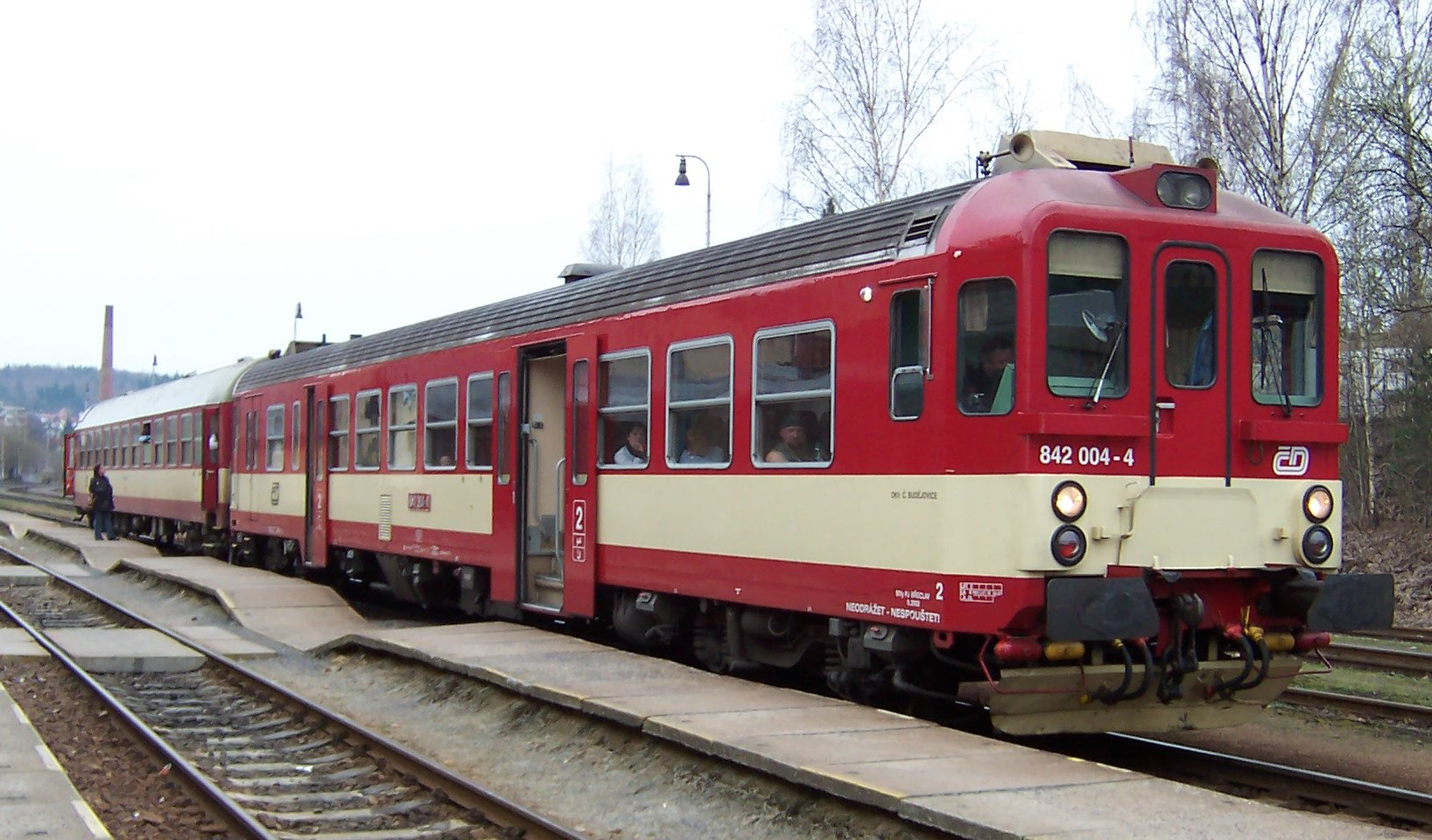
ČD 842 dízel motorkocsi Přibram-ban

### Motorvonat 3 kV-os áramrendszerhez
- ČD 451
- ČD 452
- ČD 460
- ČD 470 emeletes motorvonat
- ČD 471 emeletes motorvonat Prágában

### Motorvonat 25 kV 50 Hz-es áramrendszerhez
- ČSD EM 488.0 sorozat

### Többáramnemű motorvonatok
- ČD 680 Pendolino (25 kV 50 Hz, 15 kV 16,7 Hz, 3kV DC)

## Dízel motorvonatok
- ČD 809 kalauznélküli 810-es változat
- ČD 810 Sleník,Šukafon, Orchestrion (Bzmot)
- ČD 811 modernizált 810
- ČD 812 prototípus; modernizált 810
- ČD 813 modernizált 810
- ČD 814 modernizált 810
- ČD 820 (forgalomból kivonva)
- ČD 830 Dvaašedesátka, Kredenc, Dynamit
- ČD 831 remotorizált 830
- ČD 842 Metro, Quattro
- ČD 843
- ČD 850 Krokodýl
- ČD 851 Krokodýl
- ČD 852 Hydra
- ČD 853 Hydra
- ČD 854 modernizált 852/853
- ČD 860 Chrochtadlo